# آن خرس‌ها و من
آن خرس‌ها و من (به انگلیسی: The Bears and I) یک فیلم درام ۱۹۷۴ آمریکایی است به کارگردانی برنارد مک اوتی و نویسندگی جان ویدون. در این فیلم، پاتریک وین، رئیس دن جورج، اندرو دوگان، مایکل انسارا و رابرت پاین نقش‌های اصلی را دارند. این فیلم در ۳۱ ژوئیه ۱۹۷۴ توسط Buena Vista Distribution که اکنون متعلق به استودیو سینمایی والت دیزنی است منتشر شد. در ایران این فیلم چند بار توسط شبکه نمایش با دوبله فارسی پخش‌شد و از طریق سرویس تلوبیون در دسترس است.

## داستان
رابرت لزلی (باب) یک کهنه‌سرباز از جنگ ویتنام است که به سرزمین دورافتاده یک هم‌رزمی کشته‌شده در آن جنگ می‌رود تا وسایل شخصی او را به پدر او که یک رئیس قبیله سرخ‌پوست است، تحویل دهد. او غرق زیبایی آن سرزمین می‌شود و تصمیم می‌گیرد مدتی بماند تا روحیه و روان خود که در جنگ آسیب‌دیده را بازیابی کند.
باب سه توله-یتیم خرس پیدا می‌کند و شروع به بزرگ‌کردن آن‌ها می‌کند و قصد دارد به آن‌ها مستقل بودن را آموزش دهد. با این حال، در این روند او به آن‌ها وابسته می‌شود و باعث می‌شود در تصمیم خود برای رهاسازی آن‌ها به طبیعت تزلزل کند.
در همین حال، مردم بومی با اخراج توسط دولت فدرال مواجه می‌شوند چون می‌خواهد آن سرزمین را تبدیل به یک پارک ملی کند و غیر از نگه‌بانان و کارشناسان حیاط وحش، شخص دیگری نباید در آن‌جا ساکن باشد. باب چند بار سعی می‌کند از طرف فرستادگان دولت، با مردم بومی صحبت کند، اما ناآگاهی او از تاریخ و فرهنگ سرخ‌پوست‌ها، منجر به اختلاف و فاصله بین او و آن‌ها می‌شود و نتیجه ندارد. در برابر هدف دولت، برخی از آن مردم، ناامیدی و مرگ را انتخاب می‌کنند، در حالی که برخی دیگر با تهدید به خشونت  مقاومت می‌کنند. با افزایش تنش، یک مرد خشم خود را به سمت باب برمی‌گرداند و به خانه او و خرس‌ها حمله می‌کند و منجر به آتش‌سوزی جنگلی می‌شود که پارک و ساکنان آن، انسان و حیوان را به خطر می‌اندازد که در نهایت با همکاری کارگران دولت و مردم بومی، آتش خاموش می‌شود.
باب در حالی که دیدگاه پدر دوست خود و آن خطر که آن خرس‌ها با آن روبرو هستند را درک می‌کند، می‌فهمد که باید خرس‌ها را از خود دور کند. در نهایت، دولت فدرال، همان مردم بومی را به عنوان نگه‌بانان آن سرزمین به‌طور رسمی استخدام و به آن‌ها حقوق هم می‌دهد تا دیگر لازم نباشد آن‌ها تغییر مکان دهند.

## بازیگران
- پاتریک وین در نقش باب لزلی
- رئیس دن جورج در نقش رئیس پیتر تاس کا نای
- اندرو دوگان در نقش کمیسر گینز
- مایکل انسارا در نقش الیور رد فرن
- رابرت پاین در نقش جان مک کارتن
- والنتین دو وارگاس در نقش سخنران سم عقاب
- هال بیلور در نقش فورمن